# Zádor (Slowakei)
Zádor (bis 1927 slowakisch „Zádorčie“; ungarisch Zádorháza) ist eine kleine Gemeinde in der südlichen Mittelslowakei östlich von Rimavská Sobota nahe der Grenze zu Ungarn.
Sie liegt inmitten des Rimavaer Talkessels im Augebiet des Flusses Blh und wurde 1327 zum ersten Mal schriftlich als Zadorhaza erwähnt. Der Ort entwickelte sich aber schon im 13. Jahrhundert und trug zwischen 1920 und 1927 den slowakischen Namen Zádorčie.
Bis 1918 gehörte die Gemeinde zum Königreich Ungarn und kam dann zur neu entstandenen Tschechoslowakei. Durch den Ersten Wiener Schiedsspruch kam sie von 1938 bis 1945 kurzzeitig wieder zu Ungarn.

## Bevölkerung
| Jahr                | 1994 | 2004    | 2014     | 2024     |
| ------------------- | ---- | ------- | -------- | -------- |
| Anzahl der Personen | 111  | 116     | 154      | 132      |
| Unterschied         |      | +4,50 % | +32,75 % | −14,28 % |

| Jahr                | 2023 | 2024    |
| ------------------- | ---- | ------- |
| Anzahl der Personen | 134  | 132     |
| Unterschied         |      | −1,49 % |